# 蒸汽世界挖掘2
《蒸汽世界挖掘2》是一款2D平台动作冒险游戏，由Image & Form公司开发和发行。它是蒸汽世界系列游戏的第四部，也是2013年《蒸汽世界挖掘》的後續遊戲。它于2017年9月21日在任天堂Switch、任天堂3DS上的任天堂eShop、在Microsoft Windows、MacOS和Linux的Steam商店，在PlayStation 4和PlayStation Vita的PlayStation Store以及Google Stadia上发布。

## 外部鏈接
- 官方网站